# Jack Keller (lekkoatleta)
Jack Keller, właśc. John Alton Claude Keller (ur. 23 października 1911, zm. 3 czerwca 1978 w Columbus) – amerykański lekkoatleta, płotkarz, olimpijczyk.

## Kariera sportowa
2 maja 1931 w Columbus uzyskał w biegu na 120 jardów przez płotki czas 14,3 s, lepszy od ówczesnego rekordu świata, jednak podczas biegu przewrócił dwa płotki, co zgodnie z obowiązującymi w tym czasie przepisami uniemożliwiło uznanie wyniku za nowy rekord. 11 czerwca 1932 w Chicago przebiegł dystans 220 jardów przez płotki w czasie 22,7 s, który również nie został uznany za nowy rekord świata. 16 lipca tego roku w Stanford wyrównał rekord świata w biegu na 110 metrów przez płotki wynikiem 14,4 s. Był to pierwszy rekord świata uzyskany z oficjalnym pomiarem wiatru.
Zajął 4. miejsce w biegu na 110 metrów przez płotki na igrzyskach olimpijskich w 1932 w Los Angeles. Początkowo uznano, że był trzeci na mecie i został udekorowany brązowym medalem. Jednak później analiza filmu z biegu finałowego wykazała, że trzecie miejsce zajął Donald Finlay z Wielkiej Brytanii. Keller odnalazł Finlaya w kwaterze reprezentacji brytyjskiej i przekazał mu medal. 20 maja 1933 w Evanston przebiegł 120 jardów przez płotki w czasie 14,1 s, ale również ten wynik nie został uznany za rekord świata.
Keller był mistrzem Stanów Zjednoczonych (AAU) w biegu na 110 metrów przez płotki w 1932. Był akademickim mistrzem Stanów Zjednoczonych (NCAA) w biegu na 120 jardów przez płotki w 1931 oraz w biegu na 220 jardów przez płotki w 1931 i 1932.
Później pracował jako dziennikarz. Był redaktorem naczelnym pisma The Columbus Citizen-Journal. 